# Aidan de Lindisfarne
Aidan de Lindisfarne —en gaèlic Áedán— (?—31 d'agost del 651) va ser un monjo irlandès que va ser evangelitzador a Northúmbria, per la qual cosa té el sobrenom d'Apòstol de Northúmbria. Va fundar un monestir a l'illa de Lindisfarne, patrocinat pel rei Osvald, que va ser la seu del primer bisbat en aquest antic regne. Va viatjar contínuament per convertir al cristianisme tant la noblesa ànglia com les classes socials baixes d'aquell país, inclosos els esclaus. Predicava amb l'exemple i va servir d'inspiració per altres monjos. Està reconegut com a sant per l'Església Catòlica, l'Església Anglicana i l'Església Ortodoxa.

## Biografia

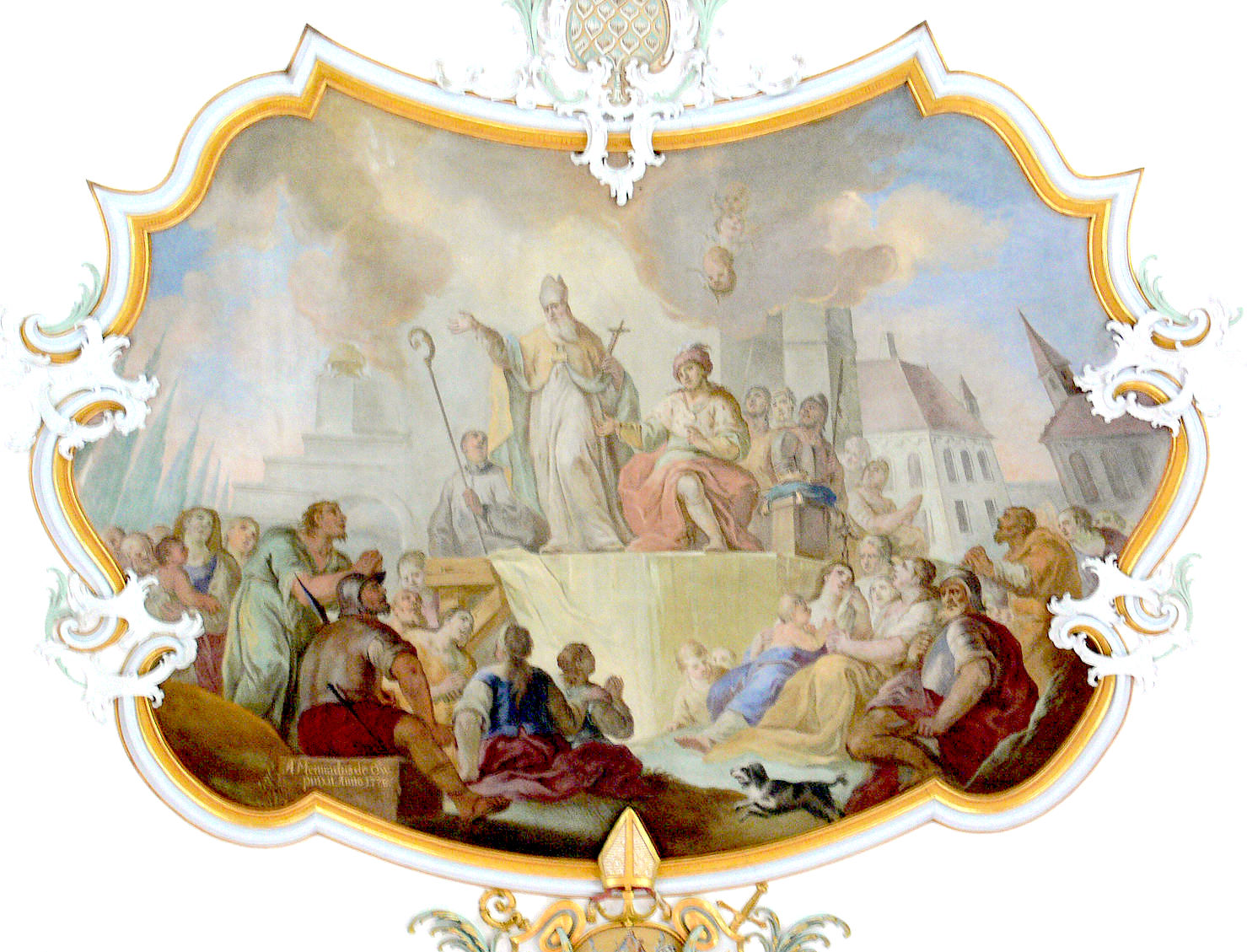
El rei Osvald de Northúmbria tradueix el sermó d'Aidan, pintura al fresc de l'església de Bad Schussenried (Alemanya), obra d'Andreas Meinrad von Ow, 1778.

Beda va escriure amb detall sobre la vida d'Aidan. Hi ha però una llacuna d'informació, la seva vida abans de ser monjo a Lindisfarne llevat del fet que va ser monjo a l'abadia d'Iona, la qual cosa és paradoxalment el que dona més credibilitat al relat de Beda. Aidan va destacar per la seva religiositat ascètica.

## Context històric
El cristianisme s'havia començar a introduir lleument durant la dominació romana de Britànnia, però no a l'illa d'Irlanda. En l'època en què va néixer Aidan aquests territoris estaven colonitzats per anglosaxons que tenien creences relacionades amb la mitologia germànica; a finals segle VI el papa Gregori va enviar una missió evangelitzadora, però la seva tasca encara no estava consolidada i els reis, que eren les persones més influents del moment, passaven del cristianisme al paganisme moguts per la superstició. En el monestir de l'illa d'Iona, fundat per Columba, el cristianisme va trobar un dels principals exponents en Osvald de Northúmbria, un jove d'origen noble que hi va cercar refugi vers l'any 616 mentre estava en l'exili. Osvald s'hi va batejar i va jurar que si algun dia era rei retornaria al cristianisme el seu país, cosa que va complir quan el 634 va assolir el tron.
El rei Osvald va preferir demanar als membres del monestir d'Iona que vinguessin a predicar a Northúmbria, en comptes de demanar-ho als bisbes d'altres diòcesis al sud del seu país, per exemple a Canterbury. Al començament li van enviar un bisbe anomenat Corman, però aquest no convencia la gent a causa de les seves maneres rudes; Corman es va donar per vençut i va tornar a Iona tot dient que els northumbris eren massa tossuts per ser convertits. Aidan criticava els mètodes de Corman i va anar a substituir-lo. El 635 Aidan va ser nomenat bisbe.

## Missió evangelitzadora
Aidan va escollir l'illa de Lindisfarne, que estava relativament a prop de la residència reial, el castell de Bamburgh, com a seu per la seva diòcesi. Llavors va començar a viatjar de vila en vila, fent petar la xerrada amablement amb el qui trobava i fent que s'interessessin pel cristianisme. El seu model eren les primeres missions apostòliques: «els oferia la llet de l'amable doctrina i els portava gradualment mentre els nodria amb la Divina Paraula, cap al veritable coneixement i la pràctica dels preceptes més avançats.» Mitjançant la paciència i parlant amb la gent amb llenguatge al seu nivell i prenent un actiu interès en les seves vides i comunitats, Aidan i els monjos del seu monestir van establir el cristianisme a Northúmbria. El rei Osvald, que des de la seva estada a Irlanda, coneixia bé l'idioma irlandès, va fer al sovint de traductor d'Aidan i dels monjos que l'acompanyaven, els quals al començament no coneixien l'idioma dels angles.
Durant els anys d'evangelització, Aidan va ser responsable de la construcció d'esglésies, monestir i esglésies per tot el territori de Northúmbria. Al mateix temps va anar adquirint una gran reputació d'home pietós i compassiu per la seva caritat envers els menys afortunats i per la seva tendència a proveir d'aixopluc aliment i educació als orfes i a emprar part dels donatius en alliberar esclaus. Beda el descriu de la següent manera:

«Era dels que creuaven el país de vila en vila a peu, mai descansant sobre el llom d'un cavall, llevat que tingués una necessitat urgent; i on fos que al seu camí es topés amb algú, ja fos ric o pobre, el convidava si era un infidel a abraçar el misteri de la fe o, si era un creient, a abraçar-lo amb més força i els engrescava amb paraules i acció cap a la caritat i les bones obres. … Això [la lectura dels Evangelis i els Salms i la meditació sobre la sagrada veritat] era la seva tasca diària i la dels que anaven amb ell, on sigui que anessin; i si passava el fet rar que fos convidat a dinar amb el rei, anava amb un o dos clergues i, havent pres un ràpid refrigeri, de seguida es posava a llegir o a escriure. En aquell temps, molts homes i dones van sentir l'impuls religiós esperonats pel seu exemple, van adoptar l'hàbit de dejunar els dimecres i els divendres, des de la posta del sol fins a l'hora nona, durant tot l'any, llevat dels cinc dies després de la Pasqua. Mai donava diners als poderosos, sinó nomes aliment si els tenia de visita; i, al contrari, qualsevol regal o diners que rebia dels rics, o bé els distribuïa, com ja s'ha dit, entre els pobres o bé els emprava en pagar la llibertat dels esclaus. Encara més, després feia d'aquells que alliberava els seus deixebles, i després d'instruir-los, els portava cap al camí del sacerdoci.»

El monestir que va fundar va créixer en membres i això li va permetre fundar altres esglésies i institucions religioses. També va servir com a centre d'educació i de biblioteca on es formaven els joves sacerdots al seu càrrec. Encara que Aidan era membre d'una branca del cristianisme que seguia l'anomenat ritu celta, diferent del ritu romà, es va guanyar el respecte del papa Honori I i la de Fèlix de Borgonya que el van lloar per la seva energia evangelitzadora i pels resultats obtinguts.
Quan Osvald va morir el 642, Aidan va continuar rebent suport per part del rei Oswine de Deira i ambdós van esdevenir grans amics. La seva missió evangèlica va seguir fins que el 651 les hostilitat paganes van cessar al país, però llavors la desgràcia va venir de fora. Un exèrcit de vikings va atacar Bamburgh i van provar de destruir-ho tot amb les flames. Segons conta la llegenda, Aidan va veure la fumerada des de la seva cel·la al monestir de Lindisfarne, i es va agenollar pels habitants de la ciutat. Miraculosament el vent va canviar sobtadament de direcció i les flames es van girar contra els enemics, els quals es van convèncer que la capital estava protegida per forces espirituals. En aquella època el rei Oswine va ser traït i assassinat. Dotze dies després Aidan també va morir, el 31 d'agost del 651. Havia agafat una malaltia durant un dels seus incessants viatges i va morir deixant-se caure sobre un dels murs d'una església que va entrar a visitar. Baring-Gould resumeix poèticament: «Va ser la mort d'un soldat de la fe en el seu propi camps de batalla».

## Veneració

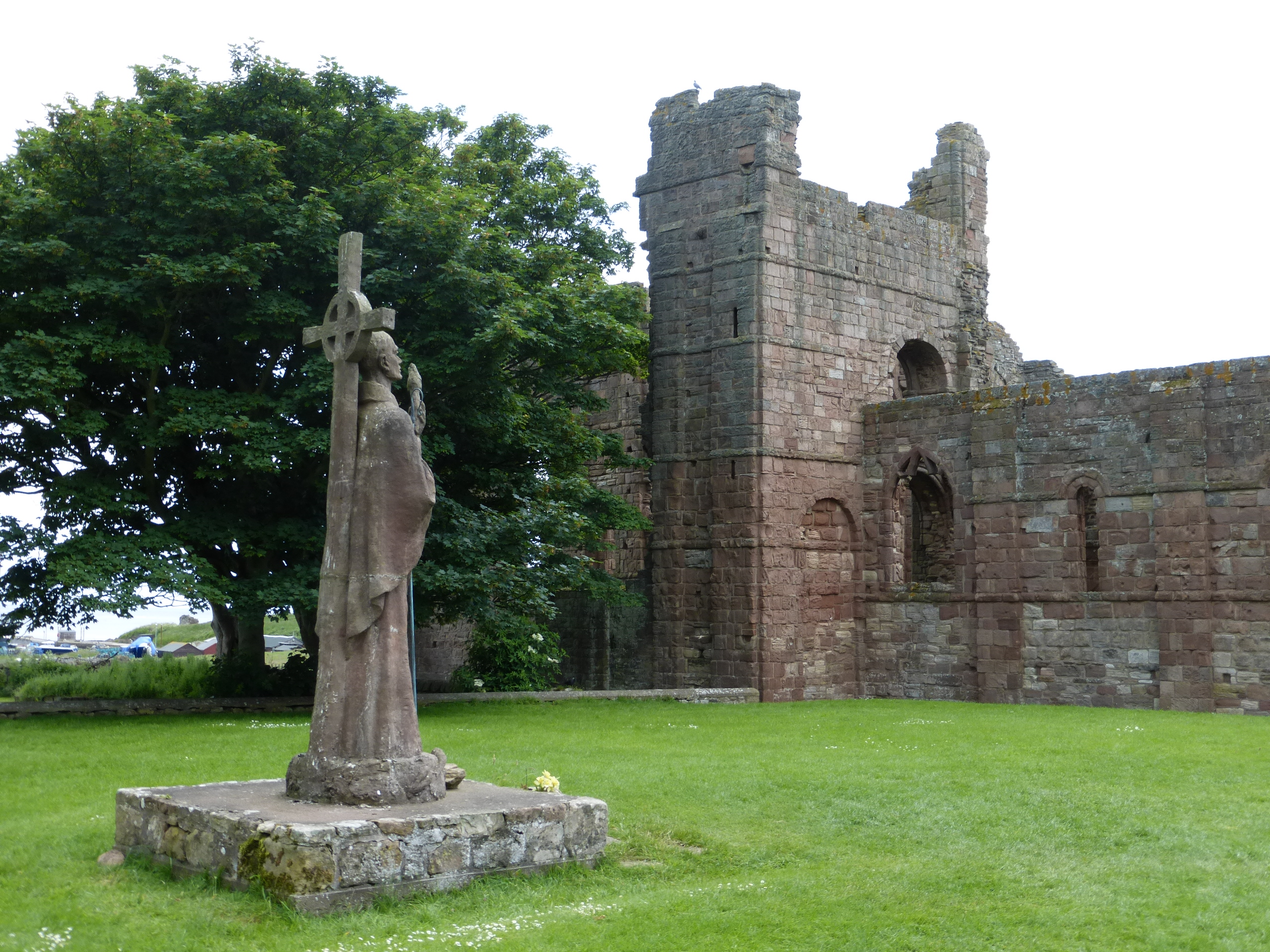
Monument a sant Aidan, en les ruïnes de Lindisfarne.

Van portar el cos d'Aidan a Lindisfarne i el van sepultar sota l'abadia que ell havia fundat. Va ser venerat com a sant fins i tot fora de Northúmbriac, en els antics calendaris de Wessex hi havia un dia dedicat al seu culte. Al segle x uns monjos de Glastonbury van rebre unes relíquies que suposadament pertanyien a sant Aidan.
Pels seus orígens celtoirlandesos i per la seva tasca evangelitzadora es va proposar que sant Aidan fos el patró del Regne Unit.
En temps moderns, Joseph Lightfoot (1828 – 1889) bisbe de Durham va dir sobre ell que: «Sant Agustí va ser l'apòstol de Kent, però Aidan ho va ser dels anglesos.»
A Durham, un edifici de la universitat porta el seu nom: St Aidan's College.